# Jean Castaneda
Jean-Luc Castaneda (Saint-Étienne, 20 de março de 1957) é um ex-futebolista francês de origem espanhola (seu sobrenome é pronunciado como Castanedá).
Ele competiu na Copa do Mundo FIFA de 1982, sediada na Espanha, na qual a seleção de seu país terminou na quarta colocação dentre os 16 participantes.
Em clubes, jogou durante quase toda sua carreira no Saint-Étienne, entre 1975 e 1989. Também teve uma curta passagem pelo Olympique de Marseille, encerrando a carreira em 1990.